# LG Electronics
LG Electronics és una marca de LG Group, fabricant d'electrodomèstics, telèfons mòbils, pantalles d'ordinador i tota mena de tecnologies.
És un dels grans conglomerats electrònics del món. La companyia té 75 subsidiàries a nivell mundial que dissenyen i manufacturen televisors i dispositius de telecomunicació, entre molts altres equips electrònics de consum.
LG Electrònics va adquirir Zenith Electronics des de 1999 i controla el 37,9% de LG Display.

## Multimèdia
Entre la multimèdia, fabrica TV digital, DVD-ROM, CD, VCR, DVD, Àudio, Sistemes de Seguretat, Gravadors de Multimèdia, Vídeo Telèfons, Càmeres de PC, Sistema Automàtic Bancari, i PCB.